# عثمان بن عمر العبدي
عثمان بن عمر بن فارس بن لقيط بن قيس العبدي (121 هـ - 209 هـ)، أبو محمد العبدي الحافظ الثقة أحد رواة الحديث النبوي.

## روايته للحديث النبوي
روى عن: إبراهيم بن نافع المكي، وأسامة بن زيد الليثي، وإسرائيل بن يونس، وإسماعيل بن مسلم العبدي، وحماد بن نجيح، وداود بن قيس الفراء، وأبي عمران زكريا بن سليم البصري، وسلم بن زرير، وشعبة بن الحجاج، وصالح بن رستم أبي عامر الخزاز، وصخر بن جويرية، وعبد الله بن جعفر المخرمي، وعبد الله بن عون، وعبد الرحمن عبد الله بن دينار، وعبد الرحمن بن عبد الله المسعودي، وعبد المجيد بن وهب، وعبد الملك بن جريح، وعثمان بن مرة البصري، وعزرة بن ثابت، وعلي بن المبارك الهنائي، وعمران بن حدير، وعيسى بن حفص بن عاصم بن عمر بن الخطاب، وعيسى بن دينار الخزاعي، وفليح بن سليمان، وقرة بن خالد، وكثير بن زيد، وكهمس بن الحسن، ومالك بن أنس، ومحمد بن عبد الرحمن بن أبي ذئب، والمستمر بن الريان، ومعاذ بن العلاء، والمنهال بن خليفة، وموسى بن دهقان، وأبي معشر نجيح بن عبد الرحمان السندي، وهشام بن حسان، والوضاح بن عبد الله، ويونس بن يزيد الأيلي.
روى عنه: إبراهيم بن مرزوق البصري، وإبراهيم بن يعقوب الجوزجاني، وإبراهيم بن محمد المؤدب، وأحمد بن إسحاق البخاري، وأحمد بن حنبل، وأحمد بن خالد الخلال، وأحمد بن سعيد الدارمي، وأحمد بن عبد الله بن الكردي، وأبو مسعود أحمد بن الفرات الرازي، وأحمد بن محمد بن يحيى بن سعيد القطان، وأحمد بن منصور الرمادي، وإدريس بن جعفر العطار، وإسحاق بن راهويه، والحارث بن محمد بن أبي أسامة، وحجاج بن الشاعر، وأبو علي الحسن بن علي السيسري، والحسن بن محمد الزعفراني، والحسن بن مكرم البزاز، والحسين بن معاذ بن خليف البصري، وأبو خيثمة زهير بن حرب، وأبو داود سليمان بن سيف الحراني، وأبو داود سليمان بن معبد السنجي، وصالح بن محمد بن يحيى بن سعيد القطان، وعباد بن زياد الأسدي، وعباس بن عبد العظيم العنبري، وعباس بن محمد الدوري، وعبد الله بن روح المدائني، وعبد الله بن محمد المسندي، وعبيد الله بن عمر القواريري، وعلي بن سعيد بن جرير النسائي، وعلي بن نصر بن علي الجهضمي، وعمرو بن علي، وأبو غسان مالك بن عبد الواحد المسمعي، ومجاهد بن موسى، ومحمد بن إسحاق الصاغاني، ومحمد بن إسماعيل بن علية، ومحمد بن بشار بندار، ومحمد بن سنان القزاز، ومحمد بن عبد الله المخرمي، ومحمد بن علي بن حرب المروزي، ومحمد بن عيسى بن حيان المدائني، وأبو موسى محمد بن المثنى، ومحمد بن يحيى الذهلي، ومحمد ين يونس الكديمي، ومخلد بن خالد الشعبري، وهارون بن عبد الله الحمال، ويحيى بن حكيم المقوم، ويزيد بن سنان البصري، ويعقوب بن إبراهيم الدورقي.

## أقوال العلماء فيه
- قال عبد الله بن أحمد بن حنبل، عن أبيه: رجل صالح ثقة.

- وقال يحيى بن معين: ثقة.
- وقال ابن سعد، والعجلي: ثقة ثبت في الحديث.[3]

- وقال أبو حاتم الرازي: ثقة.